# جاشوا راش
جاشوا راش (انگلیسی: Joshua Rush؛ زادهٔ ۱۴ دسامبر ۲۰۰۱) هنرپیشه اهل ایالات متحده آمریکا است. وی از سال ۲۰۰۹ میلادی تاکنون مشغول فعالیت بوده‌است.
او در فیلم نقطه شکست و راهنمایی والدین بازی کرده است.